# Хоффнер, Карлтон
Карлтон Хоффнер (англ. Carleton Hoffner) — американский фигурист, бронзовый призёр чемпионата мира 1949 года в парном катании, чемпион США 1946 года в танцах на льду.
Карлтон Хоффнер выступал в парном катании и танцах на льду вместе с Энн Дейвис.

## Спортивные достижения

### Пары
| Соревнования    | 1949 | 1950 |
| --------------- | ---- | ---- |
| Чемпионаты мира | 3    |      |
| Чемпионаты США  | 3    | 3    |

### Танцы
| Соревнования                | 1945 | 1946 | 1947 | 1948 | 1949 | 1950 |
| --------------------------- | ---- | ---- | ---- | ---- | ---- | ---- |
| Чемпионаты Северной Америки |      |      | 2    |      | 3    |      |
| Чемпионаты США              | 3    | 1    | 2    | 2    |      | 3    |